# Stephen Lang

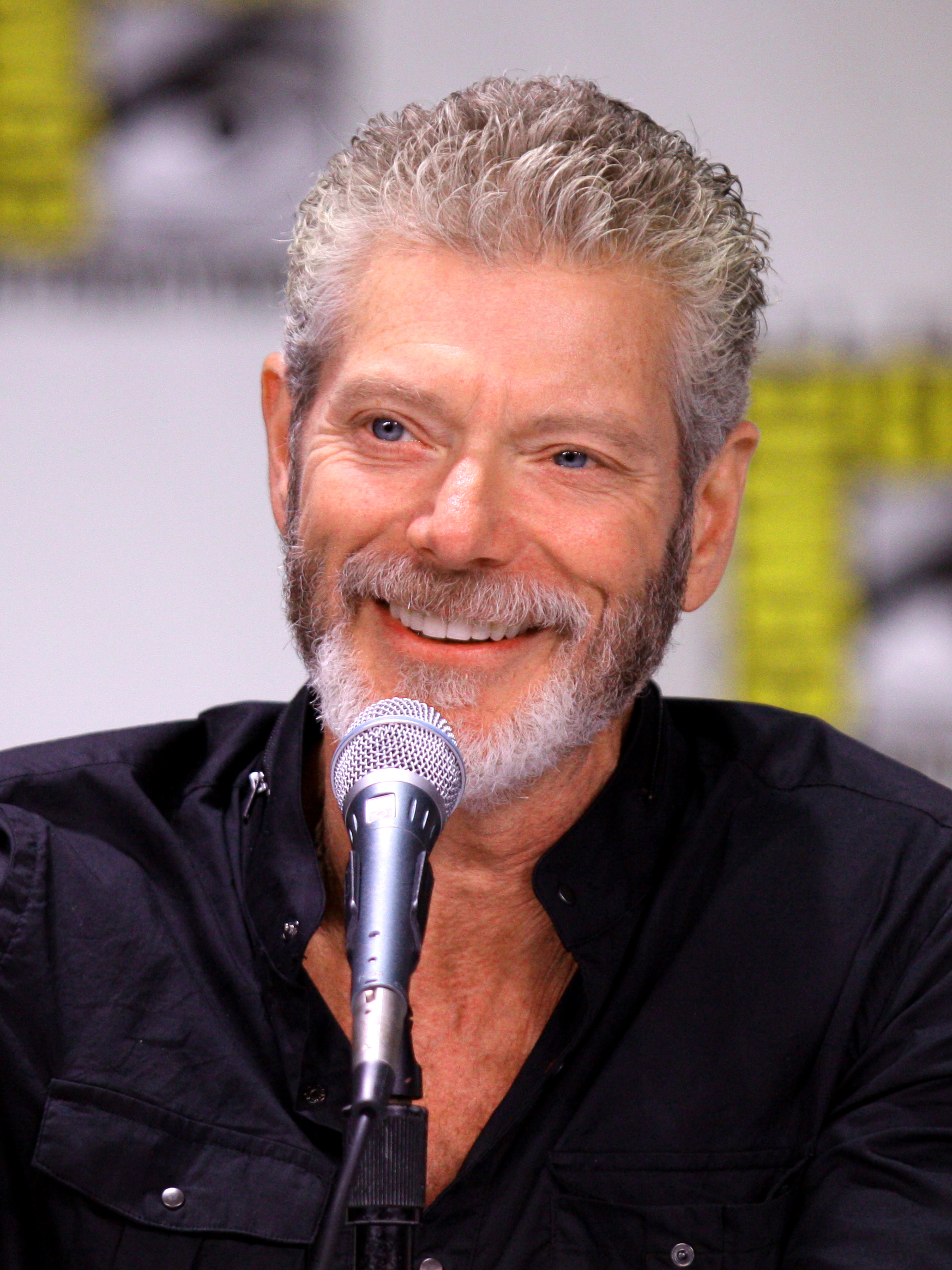
Stephen Lang auf der San Diego Comic-Con (2011)

Stephen Lang (* 11. Juli 1952 in Queens, New York) ist ein US-amerikanischer Schauspieler.

## Leben
Lang studierte bis 1973 am Swarthmore College und schloss sein Studium mit einem B.A. in englischer Literatur ab. Als Schauspieler hatte er bereits während seines Studiums 1969 am Hedgerow Theatre in Rose Valley, Delaware County, Pennsylvania in einer Produktion von Othello mitgewirkt. Nach dem Studium spielte er 1974 am Folger Theatre in Washington und hatte 1975 sein New Yorker Theaterdebüt in Michael Rudmans Hamlet-Inszenierung bei Joe Papps New York Shakespeare Festival. Es folgten Off-Broadway-Produktionen unter anderem von Henry V. und Das Wintermärchen und 1977 sein Broadway-Debüt in George Bernard Shaws Die heilige Johanna.
Seitdem trat er in einer Vielzahl von Theateraufführungen auf. So war er 1984 in der von Michael Rudman inszenierten Broadway-Wiederaufnahme von Arthur Millers Tod eines Handlungsreisenden als „Happy“, zweiter Sohn des von Dustin Hoffman dargestellten Willy Loman, zu sehen. Die gefeierte Inszenierung wurde anschließend in derselben Besetzung von Volker Schlöndorff für das Fernsehen verfilmt. In der Broadway-Inszenierung von Aaron Sorkins A Few Good Men spielte er Lt. Col. Jessep, den Gegenspieler des von Tom Hulce dargestellten jungen Lt. Kaffee. (In der Kinoverfilmung wurden Hulce und Lang allerdings durch Tom Cruise und Jack Nicholson ersetzt.)

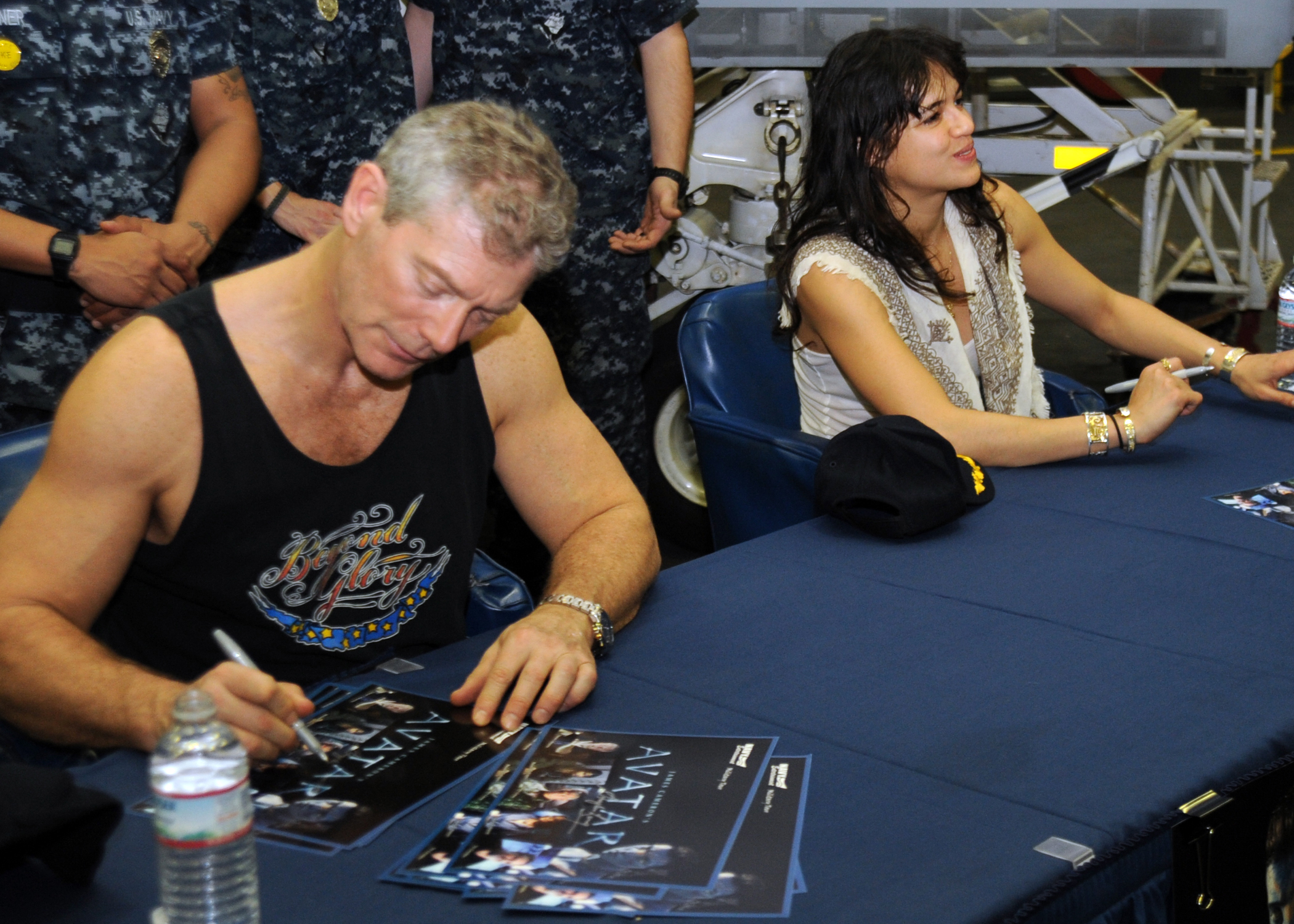
Lang mit Michelle Rodríguez auf der Dwight D. Eisenhower (2010)

Für seine Darstellung eines obdachlosen Vietnamveteranen in Steve Tesichs The Speed of Darkness wurde Lang 1991 für den Tony Award als bester Hauptdarsteller nominiert. 1992 spielte er erneut in einer Hamlet-Inszenierung, diesmal in der Titelrolle. 2004 war er am Goodman Theatre in Chicago in Finishing the Picture, Arthur Millers letztem Stück, zu sehen. Anfang desselben Jahres hatte das von Lang geschriebene Stück Beyond Glory in Arlington, Virginia seine Premiere. In dem Stück, das auf dem gleichnamigen dokumentarischen Buch von Larry Smith beruht, verkörpert Lang acht Träger der Medal of Honor. Lang präsentierte diese Inszenierung anschließend (im Rahmen der vom National Endowment for the Arts gesponserten Operation Homecoming: Writing the Wartime Experience) weltweit auf amerikanischen Militärbasen.
Im Kino und Fernsehen ist Stephen Lang vergleichsweise selten zu sehen. In der Fernsehserie Crime Story spielte er von 1986 bis 1988 eine der Hauptfiguren, den Staatsanwalt David Abrams. Von der Kritik stark beachtet wurde 1989 seine Darstellung des homosexuellen Gewerkschafters Harry Black in der Selby-Verfilmung Letzte Ausfahrt Brooklyn.
Seit Anfang der 1990er Jahre wird Lang in Hollywood besonders gern als autoritäre Militärperson oder Polizist besetzt. So spielte er in dem Sezessionskriegsepos Gettysburg (1993) General George E. Pickett und im Prequel Gods and Generals (2003) General Stonewall Jackson. Im Jahr 2009 war Lang gleich mehrfach als Antagonist der Hauptfigur im Kino zu sehen: In Public Enemies jagt er als Texas Ranger Winstead den von Johnny Depp gespielten John Dillinger, und als militaristischer Colonel Quaritch in Avatar drängt er den von Sam Worthington verkörperten Helden des Films zwischen die Fronten. Im 2011 erschienenen Conan-Remake von Marcus Nispel stellt Lang den Gegenspieler des von Jason Momoa gespielten Conan dar.
Im Fernsehen war er ab September 2011 in der von Steven Spielberg mitproduzierten kurzlebigen Fox-Science-Fiction-Serie Terra Nova als militärischer Anführer zu sehen.
Seit 1980 ist Lang mit der Lehrerin Kristina Watson verheiratet. Die beiden haben vier Kinder.

## Filmografie (Auswahl)
- 1985: Zweimal im Leben (Twice in a Lifetime)
- 1985: Tod eines Handlungsreisenden (Death of a Salesman, Fernsehfilm)
- 1986: Die gnadenlose Clique (Band of the Hand)
- 1986: Blutmond (Manhunter)
- 1989: Letzte Ausfahrt Brooklyn (Last Exit to Brooklyn)
- 1991: Das andere Ich (Another You)
- 1991: Auf die harte Tour (The Hard Way)
- 1993: Jenseits der Unschuld (Guilty as Sin)
- 1993: Gettysburg
- 1993: Tombstone
- 1995: Pecos Bill – Ein unglaubliches Abenteuer im Wilden Westen (Tall Tale)
- 1995: Little Panda (The Amazing Panda Adventure)
- 1997: Die Verschwörung im Schatten (Shadow Conspiracy)
- 1997: Fire Down Below
- 1998: Flucht aus Saudi-Arabien (Escape: Human Cargo, Fernsehfilm)
- 1999: Story of a Bad Boy
- 2000: Trixie
- 2001: Dangerous Connection (The Proposal)
- 2002: D-Tox – Im Auge der Angst (D-Tox)
- 2003: Gods and Generals
- 2004: The I Inside – Im Auge des Todes (The I Inside)
- 2006: The Treatment
- 2007: Save Me
- 2009: Public Enemies
- 2009: Criminal Intent – Verbrechen im Visier (Law & Order: Criminal Intent, Fernsehserie, Episode 8x16)
- 2009: Männer, die auf Ziegen starren (The Men Who Stare at Goats)
- 2009: Psych (Fernsehserie, Episode 4x05)
- 2009: Avatar – Aufbruch nach Pandora (Avatar)
- 2010: Christina
- 2010: White Irish Drinkers
- 2011: Conan (Conan the Barbarian)
- 2011: Terra Nova (Fernsehserie, 13 Episoden)
- 2012: In Plain Sight – In der Schusslinie (In Plain Sight, Fernsehserie, 3 Episoden)
- 2013: Officer Down – Dirty Copland (Officer Down)
- 2013: Pioneer
- 2013: Pawn – Wem kannst du vertrauen? (Pawn)
- 2013: The Monkey’s Paw
- 2014: Stephen King’s A Good Marriage (A Good Marriage)
- 2014: Gutshot Straight – Gnadenloses Spiel (Gutshot Straight)
- 2014: Jarhead 2 – Zurück in die Hölle (Jarhead 2: Field of Fire)
- 2014: In the Blood
- 2014–2015: Salem (Fernsehserie, 9 Episoden)
- 2015: Isolation – Run Like Hell
- 2015: ExitUs – Play It Backwards (Exeter)
- 2015: Band of Robbers
- 2015: Gridlocked – In der Schusslinie (Gridlocked)
- 2015: Into the Badlands (Fernsehserie, 5 Episoden)
- 2016: Don’t Breathe
- 2016: Shades of Blue (Fernsehserie, 2 Episoden)
- 2017: Justice – Kein Erbarmen (Justice)
- 2017: Feinde – Hostiles (Hostiles)
- 2018: Mortal Engines: Krieg der Städte (Mortal Engines)
- 2018: The Rookie (Fernsehserie, Episode 1x19)
- 2018: Braven
- 2019: VFW
- 2021: The Seventh Day
- 2021: Don’t Breathe 2
- 2021: The Good Fight (Fernsehserie, 7 Episoden)
- 2021: Old Man
- 2022: Mid-Century
- 2022: The Lost City – Das Geheimnis der verlorenen Stadt (The Lost City)
- 2022: Avatar: The Way of Water
- 2023: Avenue of the Giants
- 2025: Das Haus David (House of David, Miniserie)

## Auszeichnungen und Nominierungen
- 2004: MovieGuide Awards Grace Award als Bester Darsteller für seine Rolle in Gods and Generals
- 2010: Saturn Award als bester Nebendarsteller für seine Rolle in Avatar – Aufbruch nach Pandora
- 2010: Nominiert für einen Teen Choice Award als Bester Bösewicht für seine Rolle in Avatar – Aufbruch nach Pandora
- 2010: Nominiert für einen Teen Choice Award: Bester Kampf (zusammen mit Sam Worthington) für seine Rolle in Avatar – Aufbruch nach Pandora
- 2010: Nominiert für einen MTV Movie Award als Bester Bösewicht für seine Rolle in Avatar – Aufbruch nach Pandora
- 2010: Nominiert für einen MTV Movie Award: Bester Kampf (zusammen mit Sam Worthington) für seine Rolle in Avatar – Aufbruch nach Pandora[5]